# Pupa
Acest articol se referă la partea de dinapoi a unei nave sau ambarcațiuni.  Pentru alte sensuri vedeți Pupă (dezambiguizare).

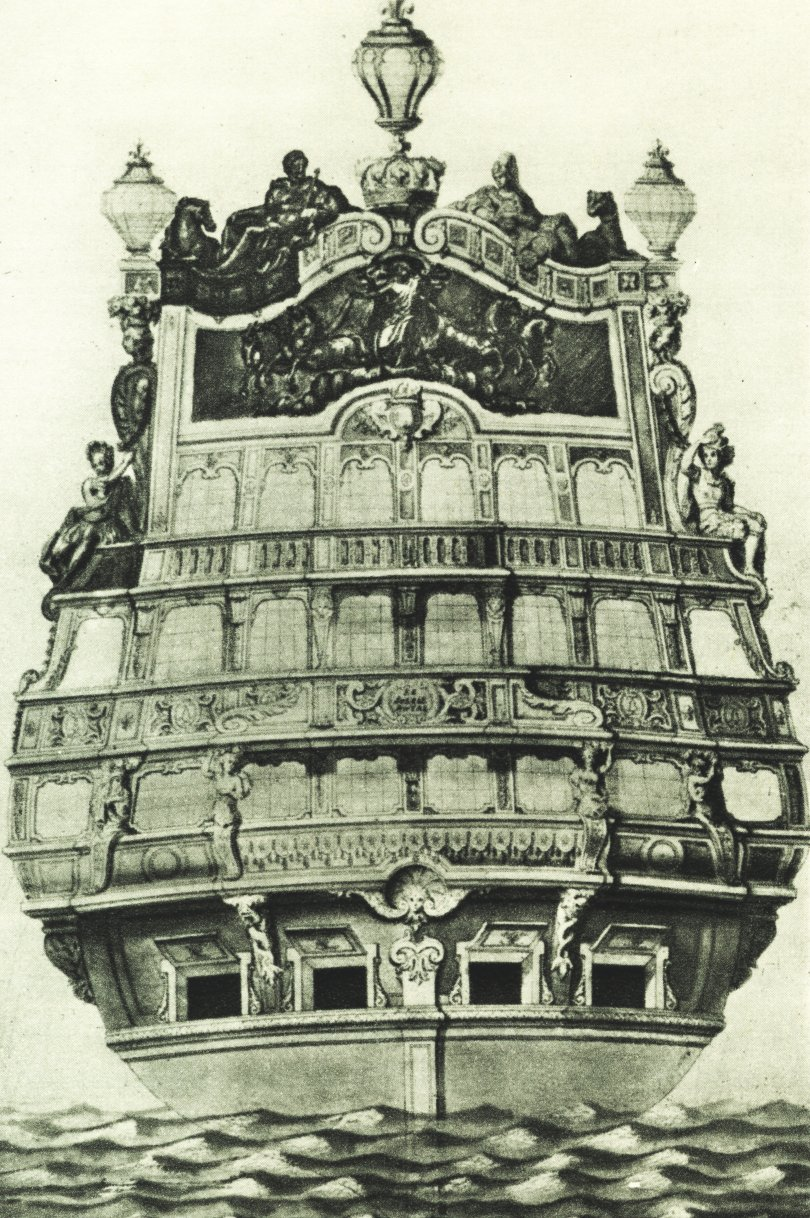
Pupa vasului francez Soleil Royal, conform desenului Poupe du Soleil Royal (1670) de Jean Bérain, aflat azi la Muzeul Luvru

Pupa este partea dinapoi a navei sau ambarcațiunii. În sens strict, ea reprezintă partea corpului navei situată înapoia etamboului. Obișnuit, în sens longitudinal, nava se împarte în trei părți: 
- prova
- centrul
- pupa,

fără limite distincte între acestea. 
La navele cu porțiune cilindrică, partea dinapoia ultimei coaste drepte este denumită pupa. Forma imersă a pupei se îngustează spre etambou, spre a reduce rezistența la înaintare a navei și a favoriza randamentul elicei și viteza. Partea emersă se evazează în forme elipsoidale sau ovoidale, creând spații largi pe punte și spații de cazare sau pentru magazii.
Compartimentul pupa este separat etanș prin peretele de presetupă. 

## Galerie

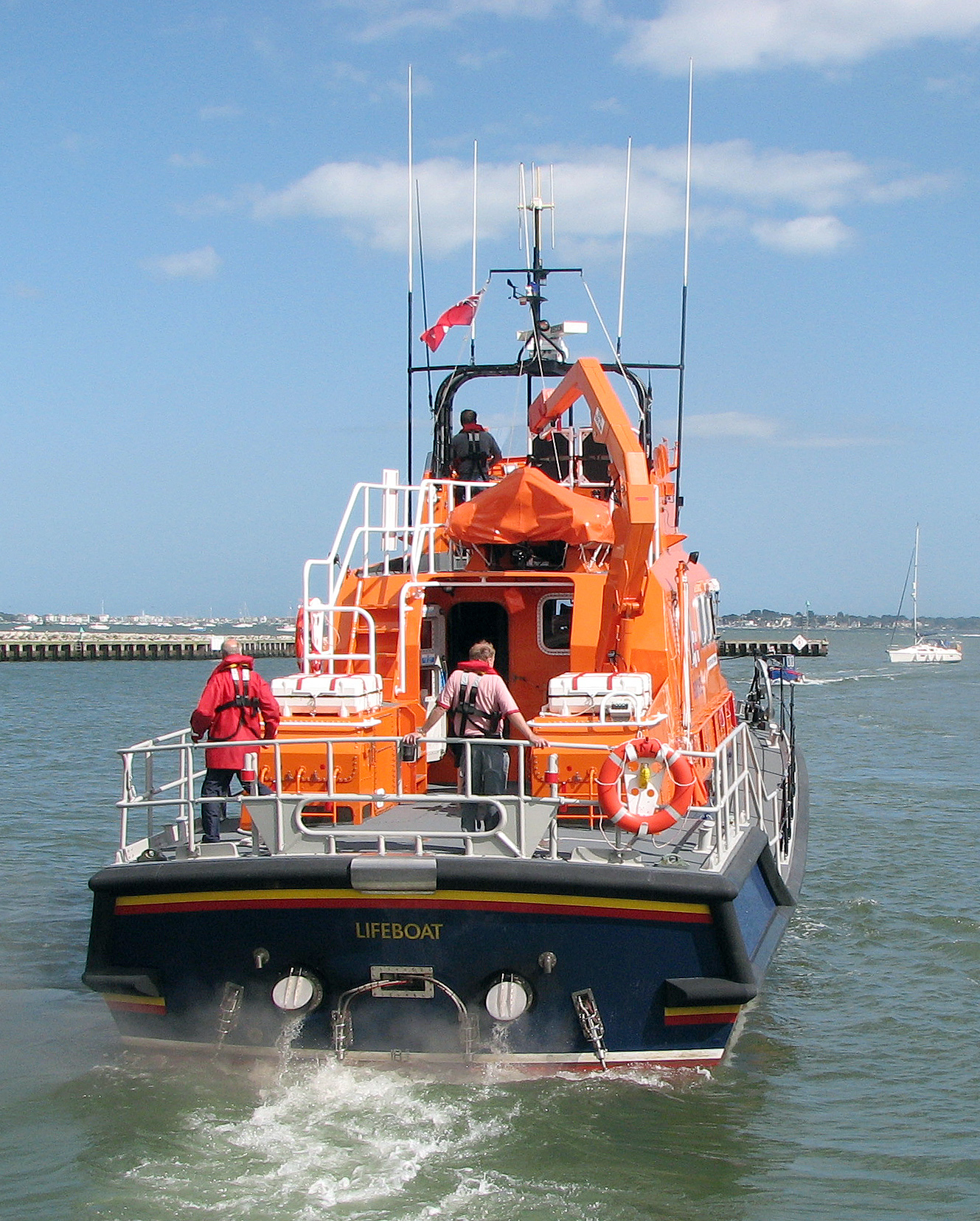
Pupa unei nave britanice, Severn class lifeboat
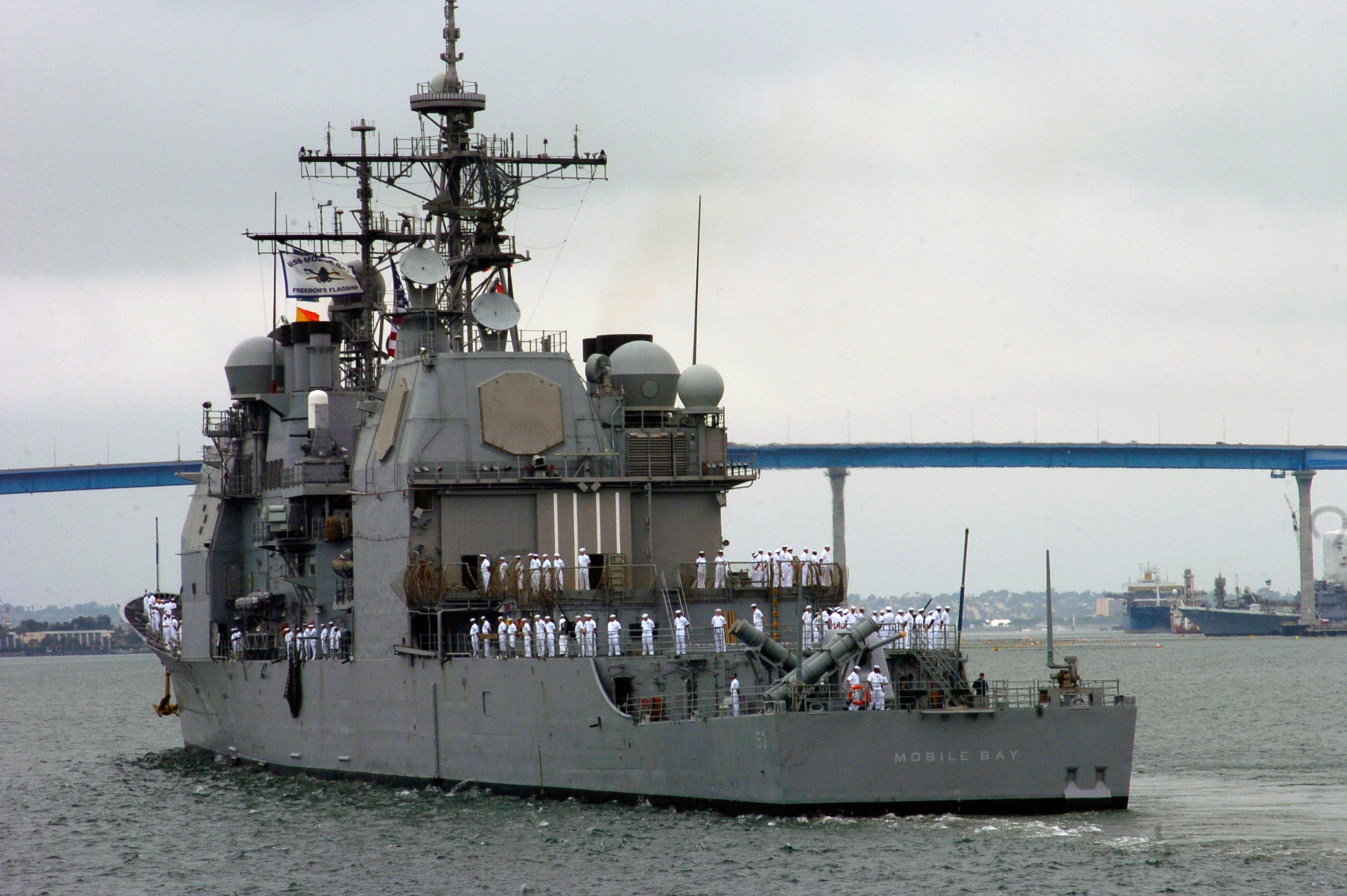
Pupa unei nave militare din clasa Ticonderoga, purtătoare de rachete ghidate, aşa-numita Mobile Bay